# Университет Мэйдзи Гакуин
Университет Мэйдзи Гакуин (яп. 明治学院大学 Мэйдзи Гакуин дайгаку), англ. Meiji Gakuin University) — частный христианский университет в Японии, в Токио и Йокогаме. Основан в 1863 году. Одним из основателей и первым президентом был преподобный доктор Джеймс Кёртис Хэпбёрн, американский миссионер и популяризатор одной из форм романизации японского языка — системы Хэпбёрна. Писатель и поэт Тосон Симадзаки окончил этот университет и написал текст своей песни о колледже.

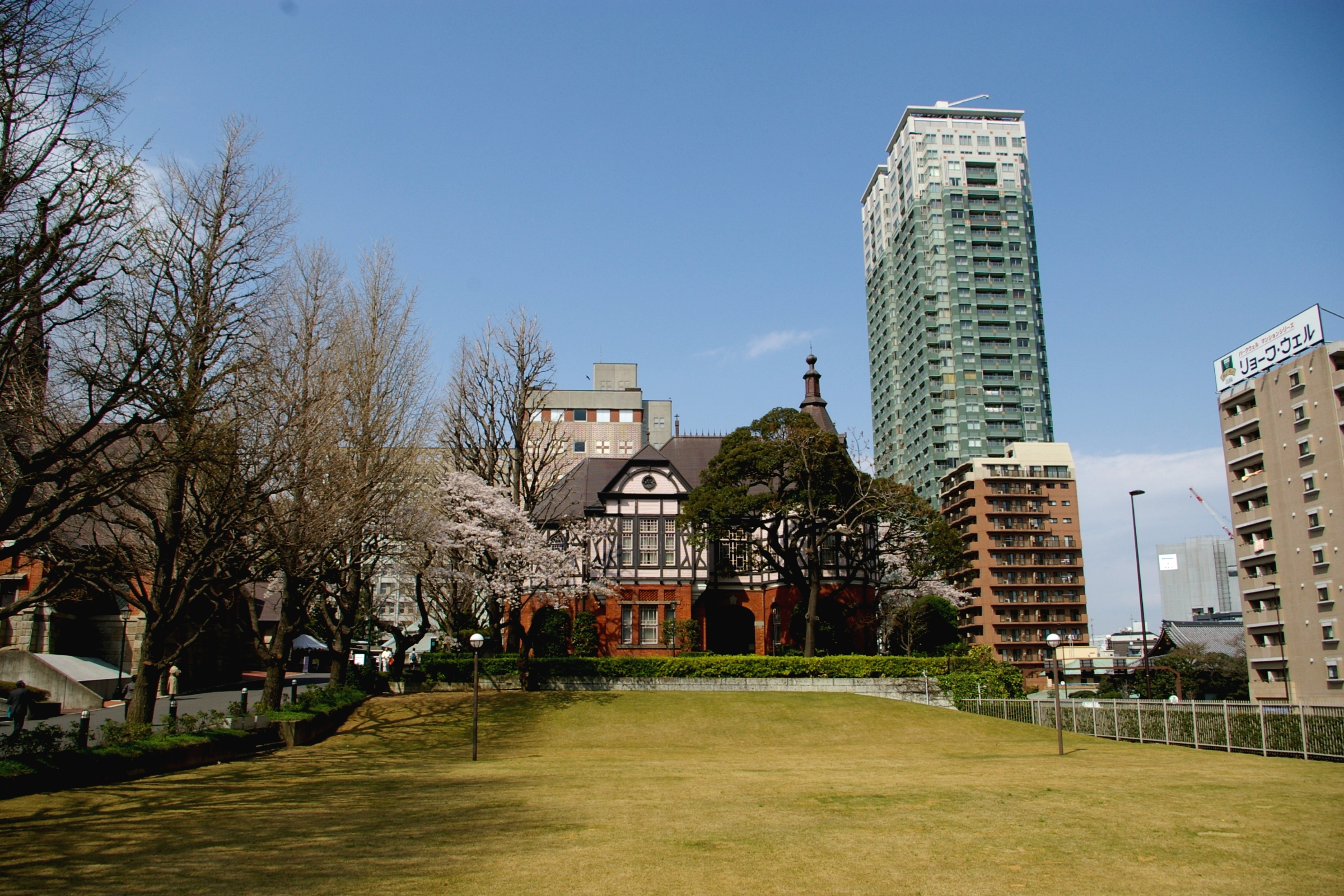
Университет Мэйдзи Гакуин — вид днём

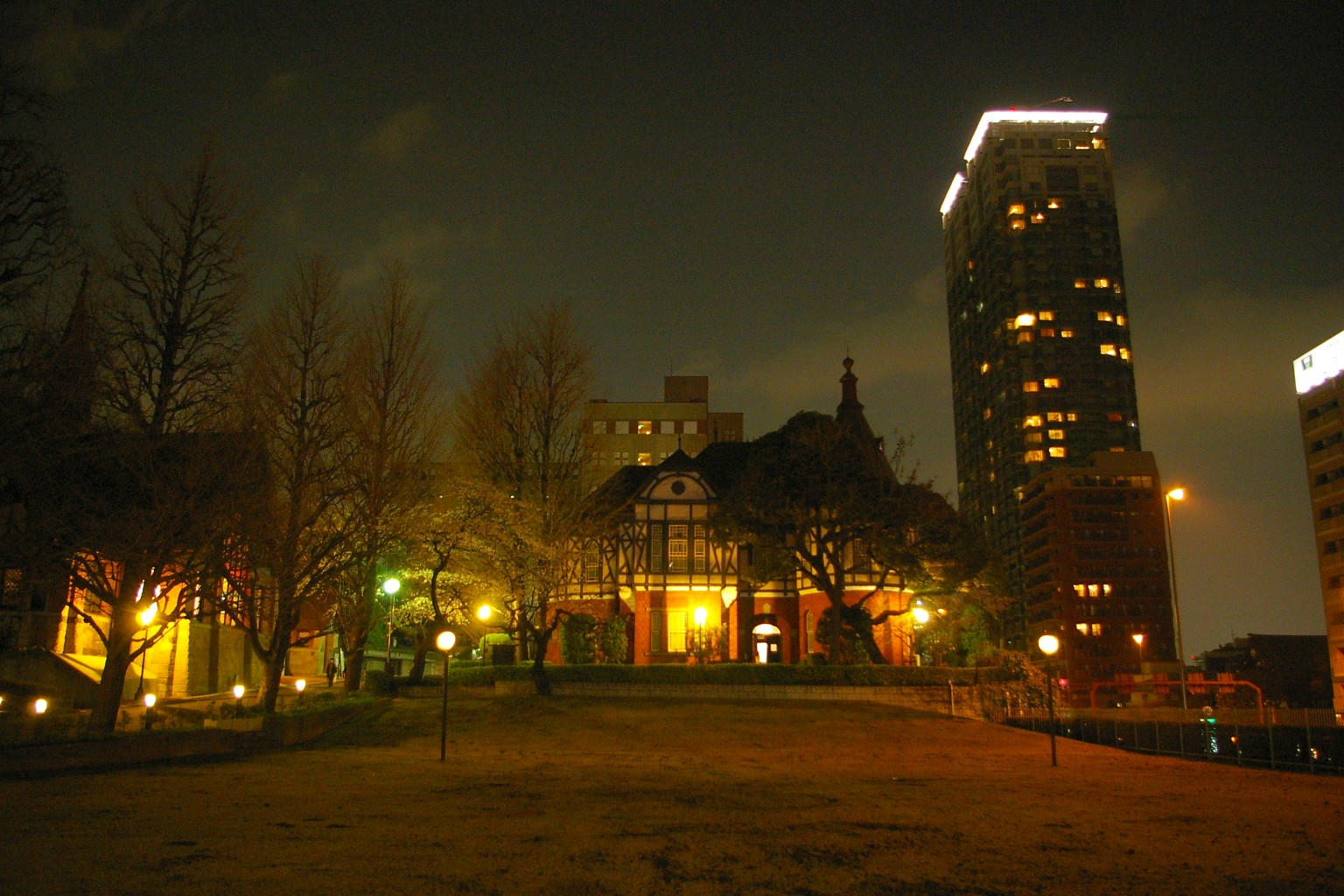
Университет Мэйдзи Гакуин — вид ночью

Бюст одного из основателей и первого президента университета — преподобного доктора Джеймса Кёртиса Хэпбёрна

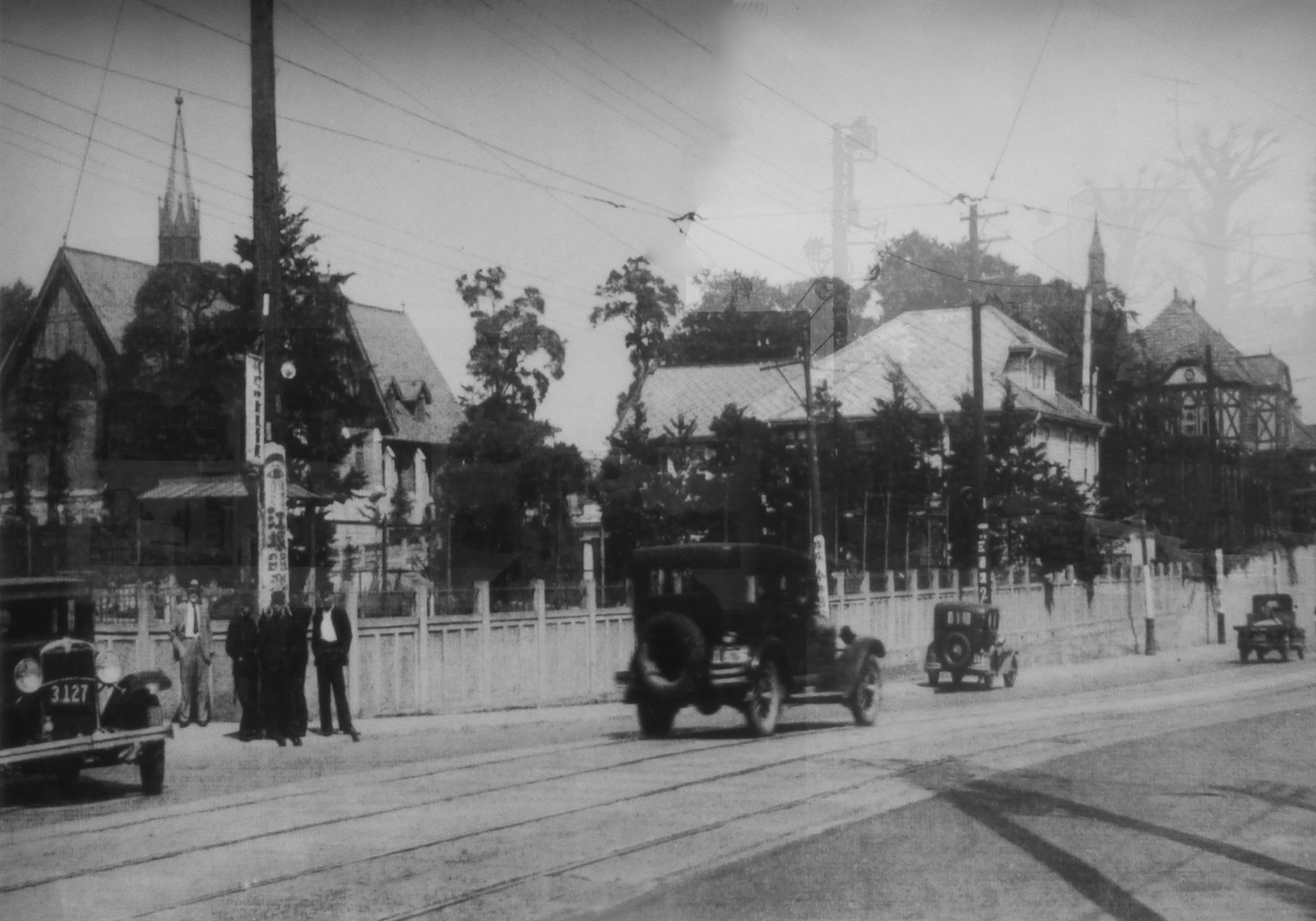
Университет Мэйдзи Гакуин в 1927 году

Член Ассоциации христианских университетов и колледжей Азии (англ. Association of Christian Universities and Colleges in Asia, ACUCA).

## Список учебных заведений и кафедр
- Школа литературы
  - Департамент английской литературы
  - Департамент французской литературы
  - Департамент искусств
- Школа экономики
  - Факультет экономики
  - Департамент делового администрирования
- Школа социологии и социальной работы
  - Кафедра социологии
  - Департамент социальной работы
- Факультет права
  - Школа юриспруденции
  - Школа политических наук
  - Школа текущих правовых исследований
- Факультет международных исследований
  - Департамент международных исследований
  - Департамент глобальных и транскультурных исследований
- Факультет психологии
  - Школа психологии

## Список аспирантур
- Высшая школа литературы
- Высшая школа экономики
- Высшая школа социологии и социальной работы
- Высшая школа международных исследований
- Высшая школа психологии
- Высшая юридическая школа

## Список исследовательских институтов
- Институт христианских исследований
- Международный институт исследований проблем мира
- Институт языка и культуры
- Исследовательский институт промышленности и экономики
- Институт социологии и социальной работы
- Юридический институт
- Институт факультета международных исследований
- Институт Центра свободных искусств
- Институт психологии

## Список аффилированных школ
- Старшая школа Мэйдзи Гакуин
- Старшая школа Хигаси Мураяма
- Младшая старшая школа Мэйдзи Гакуин
- Старшая школа Мэйдзи Гакуин в Теннесси (бывшая)